# Dorylus wilverthi
Dorylus wilverthi (лат.) — вид кочевых муравьёв рода Dorylus из подсемейства Dorylinae (Formicidae). Крупнейшие современные муравьи: королевы (матки) достигают 5 см.

## Описание
Рабочие имеют длину от 2—3 мм у мелких рабочих до 13 мм у крупных солдат, самцы до 3 см. Матки имеют рекордный для всех современных муравьёв размеры. Королевы (яйцекладущие самки) в оседлую фазу в момент созревания яиц имеют сильно увеличенное цилиндрической формы брюшко и общую длину до 5 см. Голова крупных рабочих расширяется спереди, её длина составляет 3,72 мм, а ширина — 3,64 мм. У рабочей касты наблюдается сильный полиморфизм: минимы (мелкие рабочие с длиной тела 2—3 мм), средние рабочие (миноры — 4—7 мм; составляют до 80 % семьи) и крупные рабочие или солдаты (майоры — 7,3—13; составляют до 15 % семьи). Голова крупных рабочих (солдат) — коричнево-чёрная; мандибулы, усики и клипеус — красновато-бурые; грудь, петиоль и брюшко от красного до красно-коричневого; брюшко местами чёрное. Численность семей достигает 20 млн особей, состоящих из рабочих, солдат и единственной матки, которая за свою жизнь откладывает несколько миллионов яиц. Постоянных гнёзд не строят, образуют временные бивуаки. Цикл развития семьи состоит из оседлой и кочевой фаз: эмиграции происходят примерно каждые 25 дней ко времени созревания очередного молодого поколения куколок. Фуражировочные рейды муравьи совершают, как правило, в сумрачное время, менее часто на рассвете и никогда охота не происходит в полдень.
Вид был впервые описан в 1899 году под названием Anomma wilverthi Emery, 1899 итальянским мирмекологом Карлом Эмери и назван в честь коллектора типовых экземпляров E. Wilverth.

## Распространение
Тропическая Африка.

## Систематика
Вид относится к подроду Anomma Shuckard, 1840 и впервые был описан только по рабочим особям. Матки были описаны только в 1955 году. Иногда вид ошибочно называется и записывается как Dorylus wilwerthi.

## Галерея
- Солдат сверху
- Солдат сбоку